# Gromov-Hausdorff-Metrik
In der Mathematik bezeichnet die Gromov-Hausdorff-Metrik, benannt nach den Mathematikern Michail Leonidowitsch Gromow und Felix Hausdorff, eine Metrik auf der Klasse der Isometrieklassen von kompakten metrischen Räumen. Anschaulich ist der Gromov-Hausdorff-Abstand umso geringer, je besser sich die gegebenen Räume miteinander in Deckung bringen lassen.
Die Konvergenz bezüglich der Gromov-Hausdorff-Metrik heißt Gromov-Hausdorff-Konvergenz.

## Definition
Der Gromov-Hausdorff-Abstand ist der kleinstmögliche Hausdorff-Abstand, den die gegebenen Räume bei einer Einbettung in einen metrischen Raum haben können.
Seien also {\displaystyle X,Y} kompakte metrische Räume. Dann ist der Gromov-Hausdorff-Abstand {\displaystyle d_{GH}(X,Y)} definiert als:
{\displaystyle d_{\mathrm {G} H}(X,Y):=\inf\{d_{\mathrm {H} }(f(X),g(Y))\mid f:X\rightarrow Z,\;g:Y\rightarrow Z{\text{ isometrische Einbettungen}}\}}
wobei 
{\displaystyle d_{H}\,(f(X),g(Y))} den Hausdorff-Abstand von {\displaystyle f(X)} und {\displaystyle g(Y)} in {\displaystyle Z} bezeichnet.
Dieser ist definiert als:
{\displaystyle d_{\mathrm {H} }(X,Y):=\max\{\,\sup _{x\in X}\inf _{y\in Y}d(x,y),\,\sup _{y\in Y}\inf _{x\in X}d(x,y)\,\}{\mbox{.}}\!}
Der Grenzwert einer im Sinne der Gromov-Hausdorff-Metrik konvergenten Folge wird als Gromov-Hausdorff-Grenzwert der Folge bezeichnet, man spricht in diesem Fall von Gromov-Hausdorff-Konvergenz.

## Punktierte Gromov-Hausdorff-Konvergenz
Die punktierte Gromov-Hausdorff-Konvergenz ist das angemessene Analogon zur Gromov-Hausdorff-Konvergenz, wenn man nicht-kompakte metrische Räume betrachtet.
Ist {\displaystyle (X_{n},p_{n})} eine Folge lokalkompakter vollständiger metrischer Räume, deren Metrik intrinsisch ist, so heißt diese gegen {\displaystyle (Y,q)} konvergent, wenn für jedes {\displaystyle R>0} die abgeschlossenen {\displaystyle R}-Bälle um {\displaystyle p_{n}} im Gromov-Hausdorff-Sinne gegen den abgeschlossenen {\displaystyle R}-Ball um {\displaystyle q} konvergieren.

## Gromov-Hausdorff-Konvergenz von Mannigfaltigkeiten
Der Grenzwert einer Gromov-Hausdorff-konvergenten Folge {\displaystyle n}-dimensionaler Riemannscher Mannigfaltigkeiten {\displaystyle (M_{i},g_{i})} muss im Allgemeinen keine Mannigfaltigkeit sein. 
Falls die Mannigfaltigkeiten gleichmäßig nach unten beschränkte Krümmung und gleichmäßig nach oben beschränkten Durchmesser haben, folgt aber aus einem Satz von Gromov, dass der Grenzwert ein Alexandrov-Raum mit denselben Krümmungs- und Durchmesserschranken und der Dimension kleiner oder gleich {\displaystyle n} ist.
Falls (unter der Voraussetzung gleichmäßig nach unten beschränkter Krümmung) der Grenzwert {\displaystyle M} eine {\displaystyle n}-dimensionale Mannigfaltigkeit ist, dann müssen fast alle {\displaystyle M_{i}} zu {\displaystyle M} homöomorph gewesen sein – das ist der Perelman'sche Stabilitätssatz.
Allgemeiner, falls (wieder unter der Voraussetzung gleichmäßig nach unten beschränkter Krümmung) der Grenzwert eine Riemannsche Mannigfaltigkeit {\displaystyle M} beliebiger Dimension ist, dann müssen fast alle {\displaystyle M_{i}} Faserbündel über {\displaystyle M} gewesen sein (Fukaya-Yamaguchi, V.Kapovitch-Wilking).